# Marek Waszkowiak
Marek Henryk Waszkowiak (ur. 17 czerwca 1954 w Ostrzeszowie) – polski polityk, chemik i menedżer, w latach 1990–1994 prezydent Konina, senator IV i VI kadencji.

## Życiorys
Absolwent Liceum Ogólnokształcącego w Ostrzeszowie (1973). W 1978 ukończył studia na Wydziale Matematyczno-Fizyczno-Chemicznym Uniwersytetu im. Adama Mickiewicza w Poznaniu, a w 1987 uzyskał stopień doktora na Akademii Rolniczej w Poznaniu.
Od 1977 do 1990 był zatrudniony jako pracownik naukowy w stacji badawczej w Koninie (wchodzącej w skład Instytutu Podstaw Inżynierii Środowiska PAN). W latach 1990–1994 pełnił funkcję prezydenta Konina. Następnie pracował w prywatnych spółkach na kierowniczych stanowiskach. Był także radnym miejskim w latach 90. oraz od 2002 do 2005.
Sprawował mandat senatora IV kadencji z ramienia Akcji Wyborczej Solidarność, w 2001 z ramienia Bloku Senat 2001 bezskutecznie ubiegał się o reelekcję. Należał do Zjednoczenia Chrześcijańsko-Narodowego, potem przystąpił do Chrześcijańskiego Ruchu Samorządowego (został członkiem zarządu głównego stowarzyszenia). W 2004 kandydował do Parlamentu Europejskiego z listy Narodowego Komitetu Wyborczego Wyborców. W 2005 przystąpił do Prawa i Sprawiedliwości. W tym samym roku z ramienia tej partii uzyskał mandat senatorski w okręgu konińskim. W wyborach parlamentarnych w 2007 bez powodzenia ubiegał się o reelekcję. W 2010 kandydował na prezydenta Konina, przegrywając w pierwszej turze. Uzyskał natomiast mandat radnego.
W międzyczasie objął stanowisko rektora Wyższej Szkoły Kadr Menedżerskich w Koninie. W grudniu 2010 został wiceprezydentem Konina, zawieszając członkostwo w PiS. W styczniu 2013 został usunięty z partii. Rok później został pełnomocnikiem Polski Razem w Koninie. Także w 2014 kolejny raz bezskutecznie ubiegał się o urząd prezydenta (z ramienia PiS, jako działacz partii Jarosława Gowina), ponownie wchodząc w skład rady miejskiej. Do marca 2015 zasiadał w zarządzie wojewódzkim Polski Razem. W tym samym roku ponownie objął obowiązki rektora. W listopadzie 2017, po przekształceniu Polski Razem w Porozumienie, znalazł się w szeregach nowej partii. W wyborach samorządowych w 2018 z listy PiS kolejny raz został wybrany na radnego. W wyborach w 2019 ubiegał się o mandat poselski. W 2024 nie uzyskał reelekcji do rady miejskiej, startując z listy komitetu Jakuba Eltmana. W czerwcu tegoż roku został zatrzymany przez funkcjonariuszy CBA w związku ze śledztwem w sprawie dotyczącej wręczenia korzyści majątkowych dyrektorowi PKA; Marek Waszkowiak nie przyznał się do stawianych mu w tej sprawie zarzutów.